# Gunnel Wahlfors
Gunnel Gertrud Wahlfors, född 21 maj 1917 i Kemi, Finland, död 3 januari 1989 i Solna, var en finländsk-svensk målare och tecknare.
Hon var dotter till ingenjören Hugo Wahlfors och Elsa Wichmann och från 1947 gift med ingenjören Carl-Erik Brolin. Wahlfors studerade vid Konstfackskolan i Helsingfors 1935–1938 och vid Helsingfors konstakademi 1938–1942 samt vid Kungliga konsthögskolan i Stockholm 1946–1948. Hon vistades på San Michele som stipendiat och har dessutom gjort flera studieresor till Frankrike och Italien. Tillsammans med Ulrika Wallin ställde hon ut ett par gånger på Galerie S:t Nikolaus i Stockholm och hon medverkade i utställningen Resor som visades på Galleri Brinken 1956 samt i ett stort antal grupp- och samlingsutställningar. I Finland medverkade hon i ett tiotal samlingsutställningar på Helsingfors konsthall. Hannes konst består av Italienskildringar, miljöbilder och porträtt.